# Clapp Ridge
Clapp Ridge ist ein schmalgratiger Gebirgskamm in den Victory Mountains im ostantarktischen Viktorialand. Er erstreckt sich über eine Länge von 14 km und bildet die Nordwand des Hand-Gletschers.
Der United States Geological Survey kartierte ihn anhand eigener Vermessungen und Luftaufnahmen der United States Navy zwischen 1960 und 1964. Das Advisory Committee on Antarctic Names benannte ihn 1970 nach dem US-amerikanischen Glaziologen James L. Clapp (1933–2007), der im Rahmen des United States Antarctic Research Program von 1967 bis 1958 an der Erkundung der Roosevelt-Insel beteiligt war.